# Diener

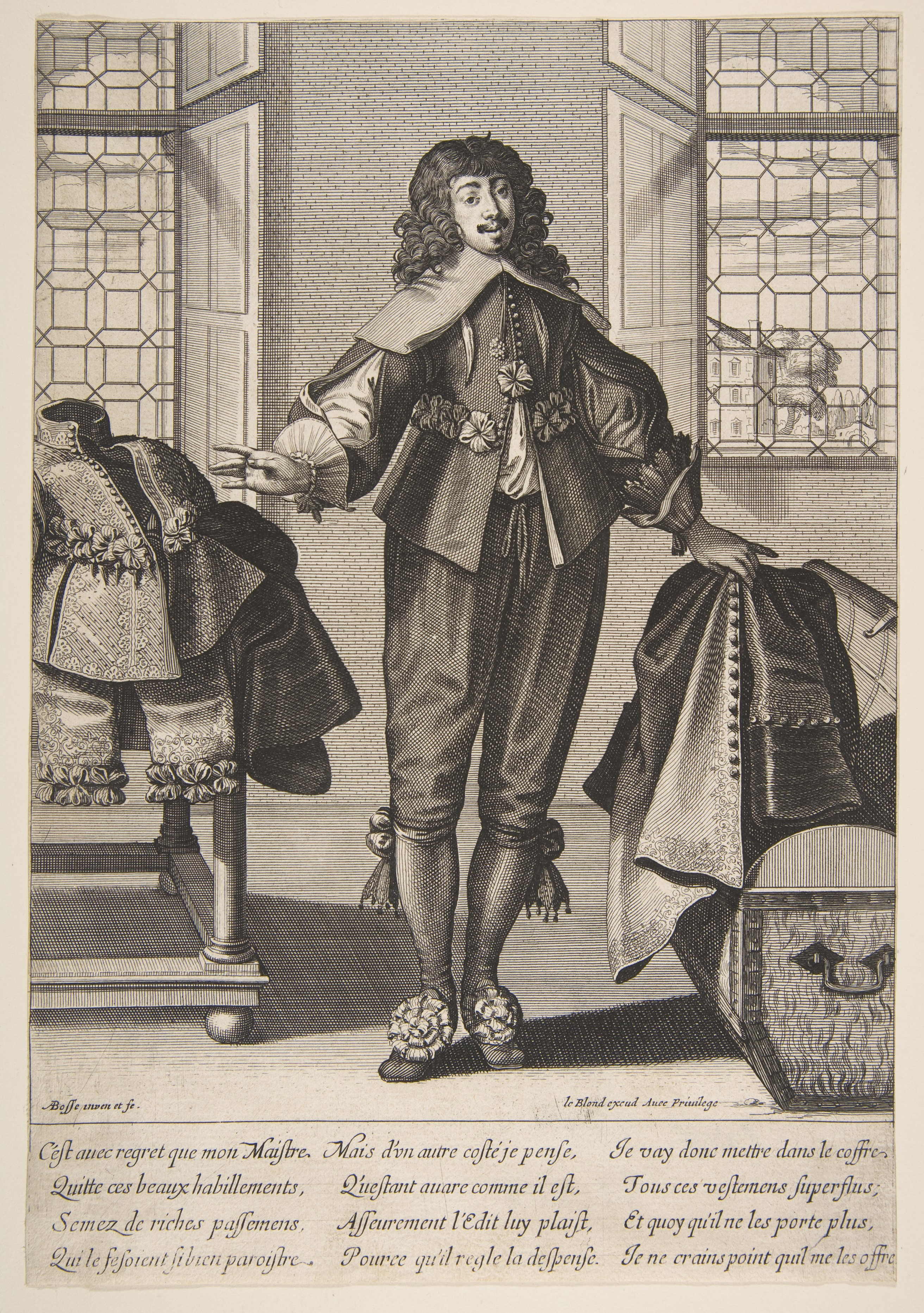
Kammerdiener (Radierung von Abraham Bosse, 17. Jh.)

Ein Diener (auch Hausdiener oder Kammerdiener, beim Adel oft Leibdiener) ist im herkömmlichen Sinne ein Mitglied des Hausgesindes (veraltet: ein Domestike), der für seinen Arbeitgeber oder Dienstherrn bestimmte häusliche Pflichten erfüllt.

## Merkmale

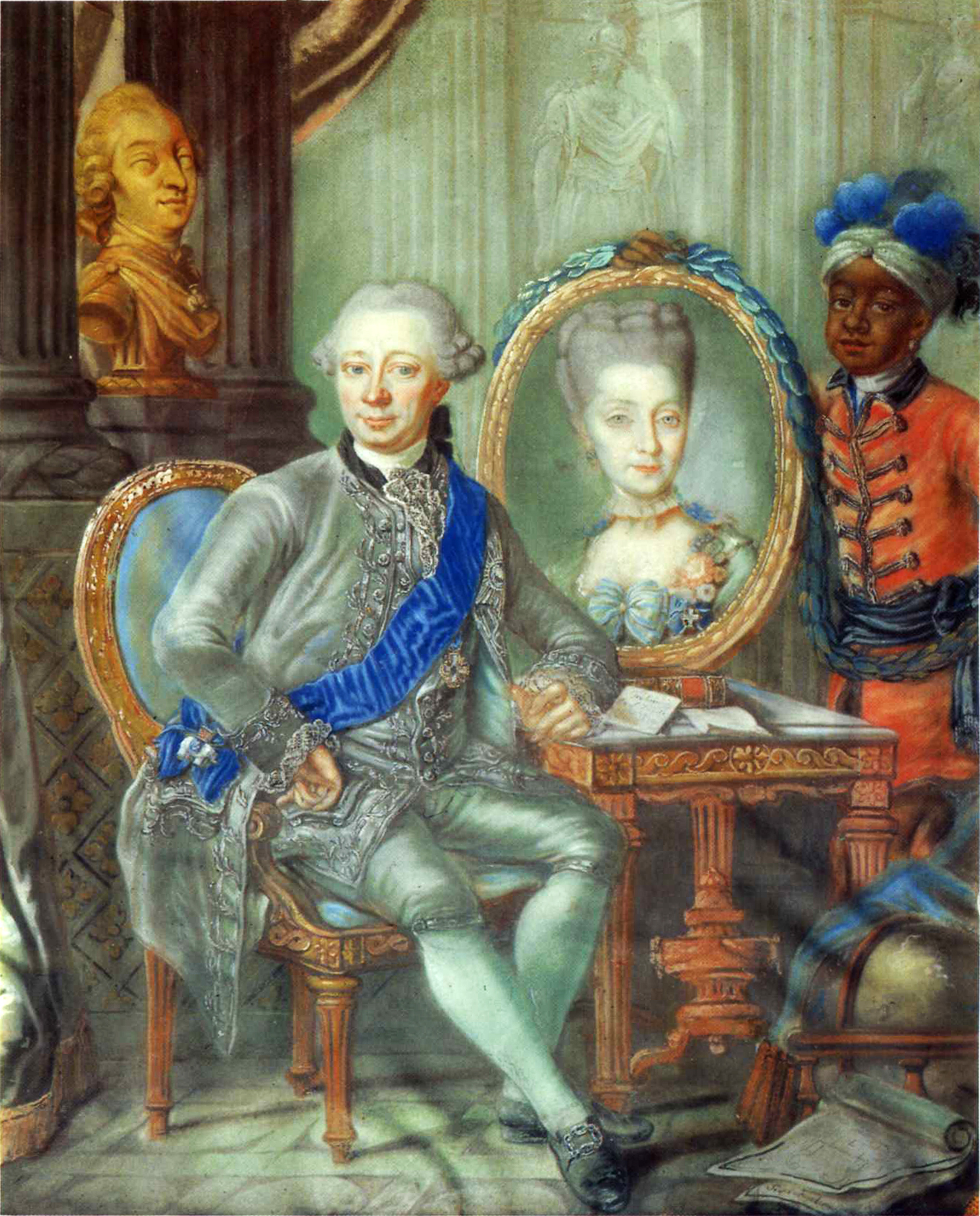
Porträt von Heinrich Carl von Schimmelmann und seiner Frau Caroline Tugendreich mit einem afrikanischen Mohren von Lorenz Lönberg, um 1773

Die Pflichten eines Kammerdieners bestanden in erster Linie in der persönlichen Bedienung des Herrn; dazu gehörten üblicherweise das Vorlegen, Reinigen und Bügeln der Kleidung, Rasur, Frisur, Maniküre sowie Einkäufe und Botengänge. Manchmal führten Diener auch den Haushalt ihres Herrn (als „Wirtschafter“) und übernahmen Arbeiten wie Putzen, Waschen und Kochen, die üblicherweise von Dienstmädchen oder Mägden bzw. Küchenpersonal erledigt wurden. Alle diese Tätigkeiten galten für in der gesellschaftlichen Rangordnung höherstehende Menschen als „nicht standesgemäß“.

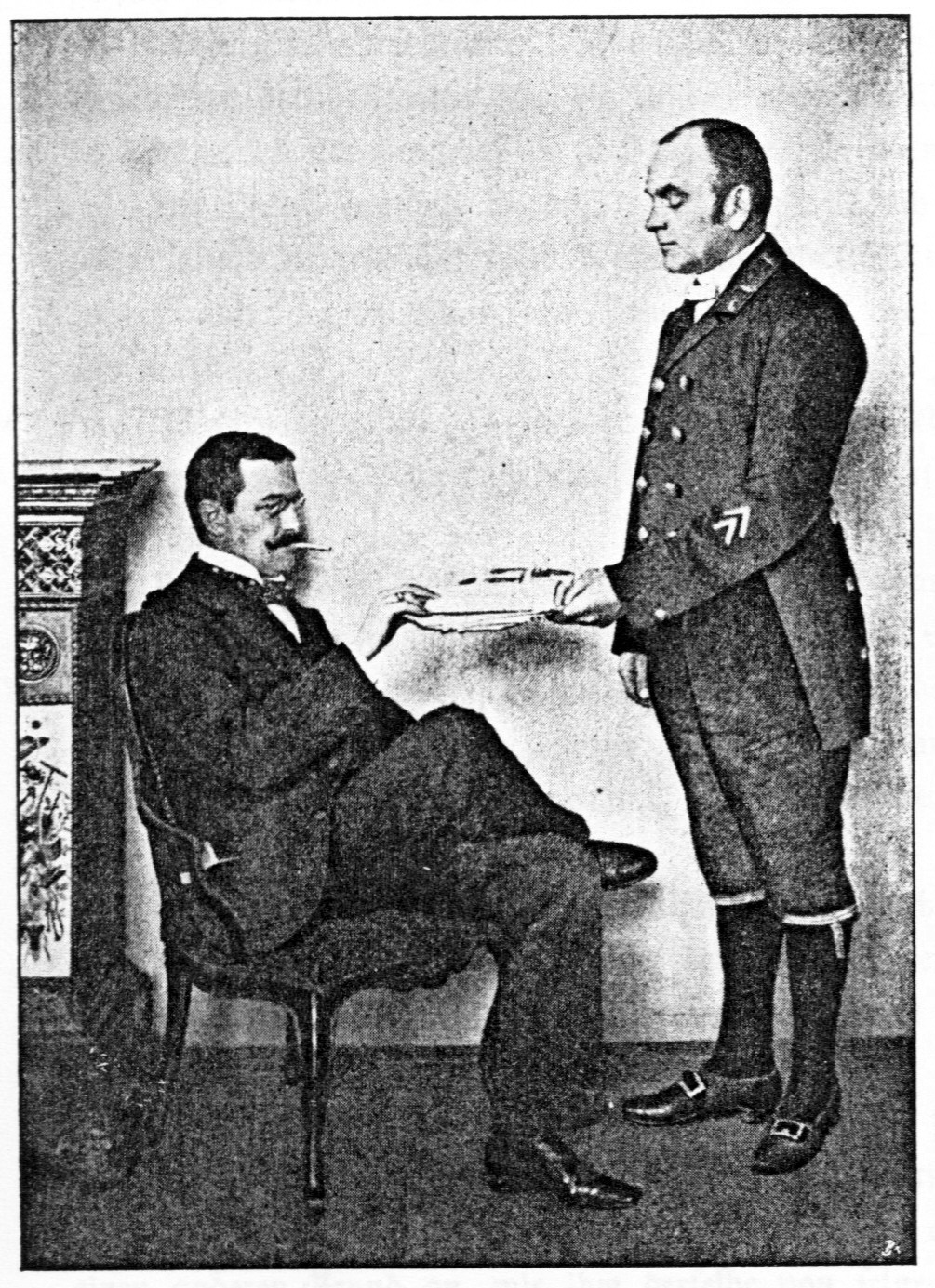
Ein Kammerdiener reicht seinem Herrn eine Zeitung auf einem Tablett (Deutschland, um 1900)

Ein gewisses Vertrautheits- oder Vertrauensverhältnis und die Einhaltung zeremonieller, höfischer Etikette spielten für Diener stets eine große Rolle. Für Hausdiener, die direkten Kontakt mit ihrer Herrschaft hatten, waren Eigenschaften wie Höflichkeit, Treue, Aufrichtigkeit, Diskretion und Gehorsam wichtig. An Fürstenhöfen konnten Kammerdiener informellen Einfluss gewinnen, da sie direkten Zugang zu ihrem Herrn hatten und dessen Privatleben bis ins kleinste Detail kannten.
An größeren Höfen waren die Hofdiener ihrer Tätigkeit entsprechend hierarchisch eingeordnet und in der „Niederen Dienerschaft“ organisiert. An ihrer Livree erkannte man ihren Rang in der Hierarchie. Die Niedere Dienerschaft war geteilt in Hofdienerschaft und Stalldienerschaft.

## England
Die Dienerschaft in einem englischen Haushalt war streng hierarchisch organisiert. An der Spitze stand der Butler, dem insbesondere organisatorische Aufgaben zukamen. Die restliche männliche Dienerschaft war aufgeteilt zwischen den Valets (Kammerdiener) und den Footmen (Hausdiener).
Ein Valet, auch Gentleman’s Valet, stand als Gegenstück zur Lady’s Maid zur ständigen persönlichen Verfügung eines männlichen Familienmitglieds. Ihm kamen Aufgaben wie An- und Umkleiden, Bedienung außerhalb der Essenszeiten und persönliche Besorgungen zu.
Der Footman hingegen hatte allgemeinere Aufgaben; er servierte bei Tisch, schenkte Getränke aus oder kümmerte sich um Gäste. Da er oft (im Gegensatz zum „privaten“ Valet) repräsentative Aufgaben übernahm, war es wichtig, dass er groß, jung und gutaussehend war – ein größerer Footman konnte für seine Dienste mehr Lohn verlangen. Footmen verließen den Dienst mit fortschreitendem Alter oder stiegen zum Butler auf.

## Theater
Der Diener ist auch eine traditionelle Figur des Theaters, insbesondere der Komödie. Die Commedia dell’Arte schuf zwei verschiedene Dienertypen: Dem schlauen Intriganten einerseits stand der naive Tölpel andererseits gegenüber. Im 18. Jahrhundert bildete sich ein neuer Dienertyp heraus: In der italienischen Komödie wie Carlo Goldonis Der Diener zweier Herren (1745) und in der Opera buffa, etwa Leporello in Don Giovanni (1787) oder Figaro in Die Hochzeit des Figaro (1784) spielen die Diener den karikierenden Gegenpart zu ihren Herren. Hier traten, am Vorabend der Französischen Revolution, die Diener, die zuvor nur als Randfiguren erschienen, immer mehr selbst in den Mittelpunkt des Geschehens.
Im 19. Jahrhundert dagegen trat die Dienerfigur, nun meist als Kammerdiener, wieder in ihre traditionelle Funktion zurück. Im Theater stellte der Diener als bevormundender Butler die Verhältnisse auf den Kopf. Erst im 20. Jahrhundert machten Hugo von Hofmannsthal in Der Unbestechliche (1923) und Bertolt Brecht in Herr Puntila und sein Knecht Matti (1940) erneut das Verhältnis des Dieners zu seinem Herrn zum Hauptthema.

## Bekannte Diener
Für weibliche Berufsausüberinnen siehe den Artikel Dienstbote.
- John Brown (1826–1883), Diener und Vertrauter Königin Victorias
- Paul Burrell (* 1958), Diener von Elisabeth II., später der Butler von Prinzessin Diana und Prinz Charles
- Goethes Diener (zusammenfassender Artikel)
- Ignatius Fortuna († 1789), „Kammermohr“ Essener Fürstäbtissinnen
- Lothar Herzog (* 1943), Steward von Erich Honecker
- Jost Hoen (1500–1569), Diener bei Graf Wilhelm dem Reichen von Nassau-Dillenburg, Erzieher des späteren Prinzen Wilhelm von Oranien
- Abdul Karim (1863?–1909), indischer Munshi und Günstling Königin Victorias
- Georg Franz Kolschitzky (1640–1694), Diener des kaiserlichen Gesandten Johann Philipp Beris und Spion
- Martin Lampe (1734–1806), Diener Immanuel Kants
- Heinz Linge (1913–1980), Kammerdiener von Adolf Hitler
- Malchus, Diener bei Kajaphas, dem Hohenpriester Israels
- Oskar Putz, Kammerdiener des Reichspräsidenten Paul von Hindenburg
- Franz Anton Rosetti (1750–1792), Diener und Musiker in der Hofkapelle des Fürsten Kraft Ernst zu Oettingen-Wallerstein, später Komponist
- Georg Gottfried Rudolph (1778–1840), Diener Friedrich Schillers
- Robert Walser (1878–1956), 1905 vorübergehend Diener auf Schloss Dambrau, besuchte eine Dienerschule in Berlin